# ماندرفین
ماندرفین (به هلندی: Manderveen) یک منطقهٔ مسکونی در هلند است که در توبرخن واقع شده‌است. ماندرفین ۶۴۰ نفر جمعیت دارد.